# الطوبة والنخيلة
الطوبة والنخيلة هي حي سكني في مقاطعة الطوبة والنخيلة رقم 42 في قضاء الهارثة، في شمال غرب مدينة البصرة، في محافظة البصرة جنوب العراق، مساحته 270 هكتاراً، مجاور لجامعة البصرة وقريب من مطار البصرة، في الطوبة والنخيلة 2721 قطعة أرض وزعتها جامعة البصرة ابتداء من سنة 1975، وخَصصت شركة نفط الجنوب 4545 قطع لبنائها مجمع وحدات سكنية يكون اسمه المدينة النفطية لتوزيعها على منتسبي الصناعات النفطية لشركة نفط الجنوب، ذكر مرتضى الكعبي في بحثه (مشكلة السكن العشوائي في مدينة البصرة دراسة تحليلية جغرافية) المنشور سنة 2016 أن سعر المتر في الطوبة والنخيلة مئة ألف دينار عراقي، وذكرَ أن حي الطوبة والنخيلة ليس فيه مساكن متجاوَزة. وفي مقاطعة الطوبة والنخيلة مساحات تتطلب استحصال موافقات رسمية لتحويل جنسها الى سكني.

## أجزاء مقاطعة الطوبة والنخيلة
- الطوبة والنخيلة الأولى.[15]
- الطوبة والنخيلة الثانية.[16]
- إفراز الأساتذة.[17][18]
- مطار البصرة الدولي.[19]
- إفراز النفط.[20] صدر تشريع في 29 أيلول سنة 2002 من مجلس قيادة الثورة ذُكر فيه:

قرر مجلس قيادة الثورة ما يأتي :
- أولا – تملك وزارة النفط ببدل رمزي مساحة (2500) الفين وخمسمائة دونم من قطعة الارض المرقمة بـ (13 / 2) مقاطعة (42) الطوبة والنخيلة، العائدة لوزارة المالية، الواقعة ضمن حدود التصميم الاساسي لمدينة البصرة استثناء من احكام الفقرة (1) من قرار مجلس قيادة الثورة المرقم بـ (188) في 1 / 4 / 1987.
- ثانيا – تفرز المساحة المنصوص عليها في البند (اولا) من هذا القرار الى قطع سكنية وفق حدود الافراز قانونا وتوزع على منتسبي شركات القطاع النفطي في محافظة البصرة * ببدل رمزي.
- ثالثا – يشمل من تخصص لهم قطع الاراضي السكنية بموجب احكام هذا القرار باحكام الفقرتين (2) و(3) من قرار مجلس قيادة الثورة المرقم بـ (188) في 1 / 4 / 1987.
- رابعا – تتولى شركات القطاع النفطي في محافظة البصرة تنفيذ المشاريع الخدمية لقطع الاراضي السكنية المشمولة باحكام هذا القرار.[21]